# Sea Otter Classic
El Sea Otter Classic es un festival de ciclismo y de deportes al aire libre, y feria que se celebra cada primavera desde 1991 en el antiguo Fort Ord en Monterey, California. Desde 1991 hasta 2002 la Sea Otter Classic tuvo lugar en marzo, pero se cambió a abril a partir de 2003 para aprovechar el clima más suave, de la costa de California. El evento lleva el nombre en honor de la nutria marina (en inglés: Sea otter), un mamífero autóctono que abunda en la cercana costa del Pacífico. El evento es de cuatro días de duración y es considerado el mayor festival de ciclismo, se reúnen casi 10.000 atletas profesionales y amateur y 50.000 aficionados.

## Historia
El Sea Otter Classic cuenta con una historia llena de novedades importantes en el ciclismo norteamericano. Desde sus inicios, la Sea Otter Classic ha sido el trampolín desde el cual lanzar nuevos productos, que van desde la nutrición deportiva a los componentes más avanzados de la bicicleta y a los coches híbridos. Espoleado por el alto nivel de competición, algunas carreras de ciclistas profesionales han avanzado compitiendo contra corredores internacionales que llegan a Sea Otter desde todos los puntos del mundo. Antes de que se cambiase a las pruebas de carretera, el campeón del Tour de Francia 2011 y campeón del mundo 2001 de bici de carretera, Cadel Evans, ganó el omnium de bicicleta de montaña de Sea Otter de los años 1998 y 1999.
En sus 22 años, el evento ha evolucionado a partir de un puñado de carreras de bicicletas celebradas en solo un fin de semana hasta un festival de cuatro días con un amplio espectro de actividades que incluyen carreras de monopatín, salidas recreativas en bicicleta, feria para niños, yoga y eventos especiales para mujeres y niñas. El Sea Otter Classic cuenta con la feria de bicicletas más grande en Norteamérica. Los vendedores llegan a la feria para mostrar los nuevos productos y ofrecer muestras y gangas en lo que ha sido considerado la apertura (no oficial) de la temporada ciclista en Norteamérica. Las pruebas siguen siendo fundamental para el evento y cuentan con las carreras internacionales de bici de carretera, desde principiantes hasta profesional, e incluyen eventos de mountain bike, como cross country (XC), descenso (DH), dual slalom (DS), Dual Stunt, Super Descenso (SuperD), y short track (SXTC). Los atletas profesionales y amateur hacen la peregrinación anual para participar en eventos competitivos en diversas disciplinas de mountain bike y de bicicleta de carretera. Cientos de ciclistas profesionales, entre ellos los campeones nacionales y del mundo, vienen a Sea Otter para competir, firmar autógrafos, y compartir sus habilidades técnicas con aficionados. Las carreras profesionales de elite de mountain bike son sancionadas por la federación del ciclismo estadounidense, USA Cycling. El evento fue co-fundado por Frank Yohannan y Lou Rudolph.

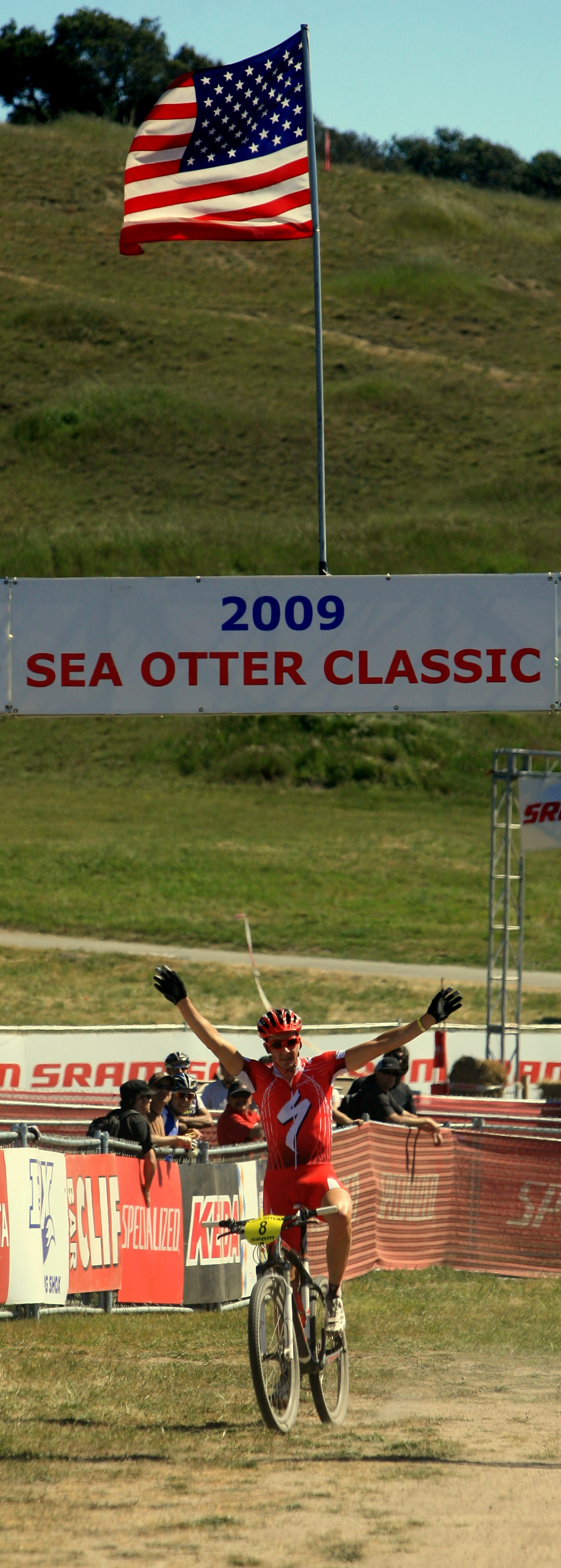
Todd Wells, ganador del Short Track elite, Sea Otter Classic.